# Mégasthène
«  Indica (Mégasthène) » redirige ici. Pour les autres significations, voir Indica (homonymie).
Mégasthène ou Mégasthénès (en grec ancien Μεγασθένης / Megasthénês) est un diplomate, historien et géographe de la Grèce antique, né vers 340, mort en 282 av. J.-C. Il a laissé l'une des plus anciennes descriptions de l'Inde réalisées par des Européens.

## Biographie
Originaire d'Ionie, il est envoyé en ambassade vers 303 av. J.-C. par Séleucos Ier auprès du roi Chandragupta Maurya dont la cour se tient à Pataliputra, l'actuelle Patna dans le Bihar. Selon Arrien, il aurait voyagé depuis l'Arachosie (peut-être Alexandrie d'Arachosie), alors sous l'autorité du satrape Sibyrtios, et de là aurait gagné l'Inde : 

« Mégasthène était de la cour du satrape d'Arachosie Sibyrtius, et il évoque fréquemment sa visite à Sandracottus, le roi des Indiens. »

On possède davantage d'indices sur les provinces de l'Inde que Mégasthène a visitées : il a abordé le sous-continent via la Pentapotamie, l'actuel Pendjab, dont il décrit en détail les fleuves (qu'on identifie avec les cinq affluents de l’Indus) ; puis il a emprunté la route royale de Patalipoutra. Mégasthène raconte son passage à Mathura (Muttra), dans la province de Bihar, mais il ne paraît pas avoir parcouru d'autres parties de l'Inde, où il a demeuré une dizaine d'années.
Il réside à la cour maurya, à Pataliputra (Patna), et rédige un rapport détaillé en quatre volumes, Indica, aujourd’hui perdu, mais connu partiellement par des citations d’auteurs grecs et latins comme Arrien ou Diodore de Sicile. Ce document constitue la première description de l’Inde par un étranger. Mégasthènes admire particulièrement Chandragupta pour son administration énergique de la justice, qu’il rend en personne au cours de séances publiques. Le souverain réside dans un palais gigantesque mais vit dans la crainte d’être assassiné. Sa capitale Pataliputra est une grande et belle cité, entourée d’une muraille en bois, administrée par un conseil de trente membres responsables de la vie économique et sociale. Mégasthènes rapporte qu’il existe dans l’empire sept corps de métiers (philosophes, cultivateurs, bergers, artisans, soldats, espions, conseillers) et un grand nombre d’agents de l’État.
Mégasthène fait mention dans son œuvre de la chaîne himalayenne, du Tibet et de l'île de Ceylan. Il décrit aussi les pratiques religieuses et le système des castes. Les Indika sont durant l'Antiquité une source primordiale de connaissances concernant le monde indien.

### Texte
- Indica (310 av. J.-C. selon Bosworth) : fragments conservés in C. et Th. Müller, Fragmenta historicorum graecorum, tome 1, 1849. Trad. anglaise : Ancient India as Described by Megasthenes and Arrian. Translated and edited by J. W. McCrindle, Calcutta et Bombay: Thacker, Spink, 1877, p. 30-174.

### Études
- Demetrios Vassiliades, The Greeks in India: A survey in Philosophical Understanding, New Delhi: Munshiram Manoharlal Publ, 2000  (ISBN 81-215-0921-1).
- Jean Beaujeu, Histoire universelle des explorations, vol. 1, Nouvelle librairie de France, 1957, p. 196